# Chittikyathanahalli, Hunsur
Chittikyathanahalli là một làng thuộc tehsil Hunsur, huyện Mysore, bang Karnataka, Ấn Độ.